# Клепачка (Клобуцький повіт)
Клепачка (пол. Klepaczka) — село в Польщі, у гміні Вренчиця-Велька Клобуцького повіту Сілезького воєводства.
Населення — 410 осіб (2011).
У 1975-1998 роках село належало до Ченстоховського воєводства.

## Демографія
Демографічна структура станом на 31 березня 2011 року:
|          | Загалом | Допрацездатний вік | Працездатний вік | Постпрацездатний вік |
| -------- | ------- | ------------------ | ---------------- | -------------------- |
| Чоловіки | 196     | 36                 | 133              | 27                   |
| Жінки    | 214     | 45                 | 112              | 57                   |
| Разом    | 410     | 81                 | 245              | 84                   |